# 地球最後の日
『地球最後の日』（ちきゅうさいごのひ、When Worlds Collide）は、フィリップ・ワイリーとエドウィン・バーマーによって書かれたSF小説。『地球爆発』、『地球さいごの日』という日本語タイトルも存在する。1932年9月から翌1933年2月にかけて執筆、雑誌「ブルー・ブック」(Blue Book) に連載され、1933年に単行本として刊行された。

## 概要
本作は「宇宙から天体が飛来して地球に衝突する」という内容の物語としては先駆的存在であり、『妖星ゴラス』、『メテオ』、『宇宙戦艦ヤマト 完結編』、『ディープ・インパクト』、『アルマゲドン』なども、本作に続く「終末もの」あるいは「パニックもの」に分類されるSF作品になる。

## あらすじ
南アフリカの天文学者スヴェン・ブロンソン (Bronson) 博士が、地球に衝突するコースをとる2連の放浪惑星（ブロンソン・アルファ / ブロンソン・ベータ）を発見した。ブロンソンはその天体を撮影した感光板を、デイヴィッド・ランズデルに託してアメリカの物理・天文学者コール・ヘンドロン (Hendron) 博士に届けさせた。
感光板を分析したヘンドロン博士とその研究チームは、その星が確実に、しかもそれほど遠くない時期に地球に衝突する事を確認し、さらにアルファの直径が地球より遥かに大きい事を究明した。
一方、伴星のベータは地球なみの大きさであり、しかも大気や植物が存在すると推定され、さらにアルファと地球が衝突した時点でベータがアルファの引力支配から離れ、元の地球の公転軌道に収まる事が判明した。
ヘンドロン博士及びアメリカ政府は、この分析結果を踏まえ「衝突自体が不可避である以上、人類を存続させる方法はただひとつ、種としての存続が可能な人数が乗り込める大きさの宇宙ロケットを作って地球を脱出し、ベータに移住する事」と結論した。しかし建造期間は長くはとれず、誰を乗り込ませるのかも問題だった。
ロケットの建造中も放浪惑星は地球に接近し、それに連れて地震や洪水も頻発し始めた。地球の社会が徐々に崩壊する中、ヘンドロンのチームは様々な障害を乗り越えて、ロケットの建造を進めていく。

## 映画
1951年、ジョージ・パル製作、ルドルフ・マテ監督により、パラマウントで映画化された。基本的な内容は原作を踏襲しているが、何点かの差異が存在する。

### リメイク
パラマウントがスティーヴン・ソマーズ監督によるリメイク版を2010年に公開する事が下の外部サイトにて報道されている。

## 日本語訳
1998年3月、東京創元社より佐藤龍雄の翻訳で創元SF文庫の1冊として完訳が刊行された (ISBN 4-488-71001-8)。また、1960年代から1970年代に、児童向け作品として『地球爆発』（偕成社）、『地球さいごの日』（講談社 / 集英社）のタイトルで翻訳・翻案されている。

## 続編
1934年、『After Worlds Collide』というタイトルで続編が刊行されている。内容は、ヘンドロン隊のベータ開拓記、リーダーである博士の死と新たな若きリーダーの誕生、そして同様に脱出してきた英国隊とヘンドロン隊の連合軍と日独ソの「独裁同盟軍」との決戦が描かれている。2007年現在、完訳はされていないが、児童向け作品の『地球爆発』（偕成社）は、後半部が続編の翻案になっている。